# Вишньоволоцька водна система
57°35′04″ пн. ш. 34°33′15″ сх. д. / 57.5845° пн. ш. 34.55425° сх. д.

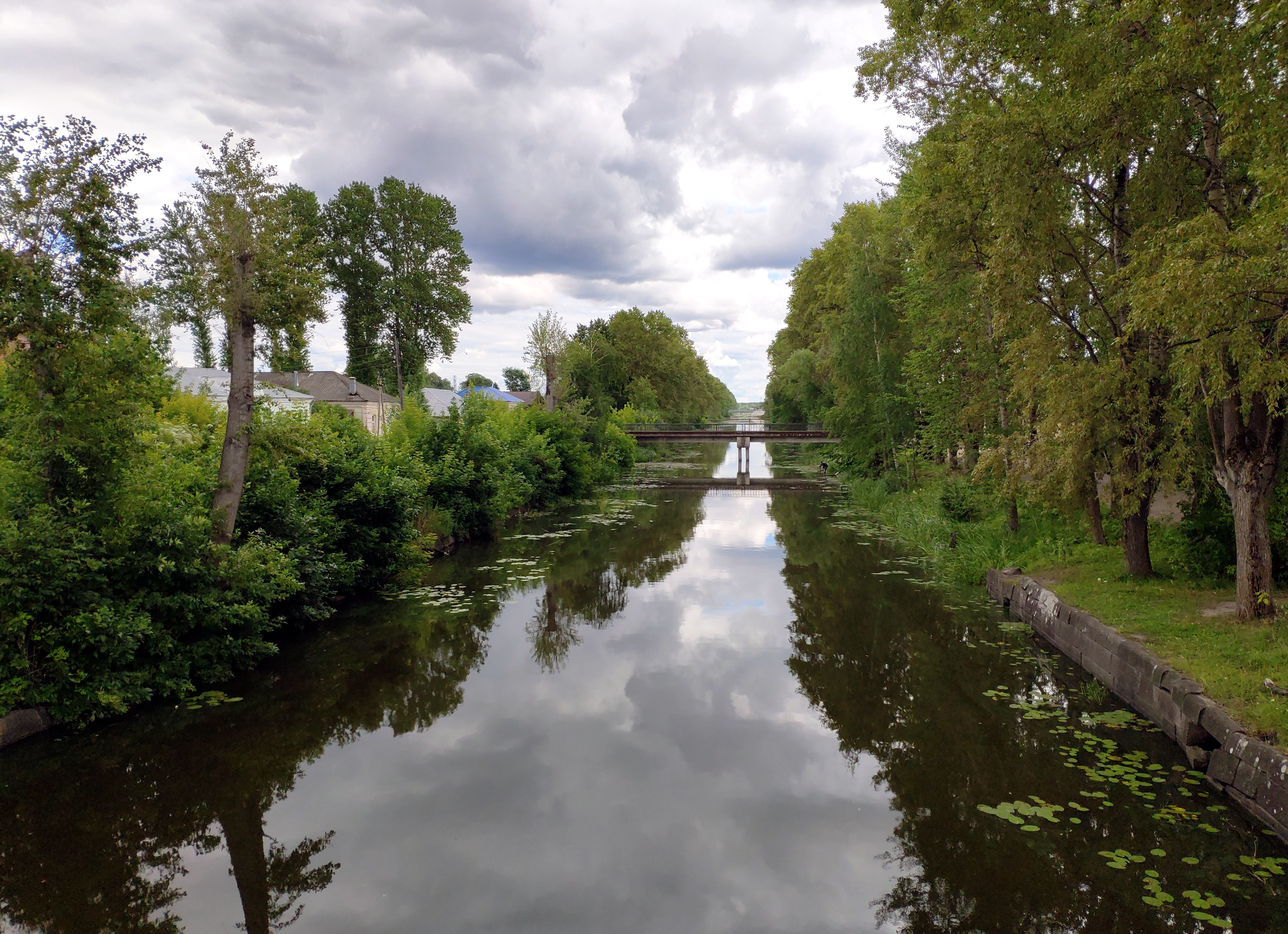
Тверецький канал біля Вишньоволоцького водосховища

Вишньоволоцька водна система (англ. Вышневолоцкая водная система) — водний шлях, що сполучає сточища Балтійського та Каспійського морів, а точніше — річку Мста та річку Тверця, навколо міста Вишній Волочок Тверської області, Росія. Він був побудований в 1700-х роках і став першим водним шляхом, що сполучив сточища двох морів. Водний шлях досі працює, хоча його замінив Волго-Балтійський водний шлях і не може приймати великі кораблі. Вишньоволоцька водна система — одна з трьох канальних систем, що сполучає Неву та Волгу, інші дві — Волго-Балтійський водний шлях і Тихвінська водна система.

## Історія
Водний шлях з озера Ільмень вгору за течією Мсти та річки Цна, потім волоком до Тверці та вниз за течією Волги існував із середньовічної доби. Назва походить від терміну волок. 12 січня 1703 р. московський цар Петро I підписав указ, який наказав збудувати канал замість волоку. Князя Матвія Гагаріна було призначено керівником будівництва, а для виконання будівництва був найнятий голландський інженер з Амстердаму Адріан Гоутер. Водний шлях було відкрито в 1706 році і став першим водним шляхом, що сполучає сточища Неви та Волги. Канал, відомий як Гагарінський канал, а згодом — Тверецький канал, був завдовжки 2811 метрів і завглибшки 15 метрів. Однак проєкт будівництва мав помилки, і в результаті канал занепав, а навігація стала неможливою.
В 1719 році Михайло Сердюков зголосився провести реконструкцію каналу, а 26 червня 1719 канал було передано під його оруду. Сердюков побудував Вишньоволоцьке водосховище, яке має два водоскиди, один до озера Мстино і врешті-решт до Мсти, а другий — до Тверці. Він також повністю реконструював канали та шлюзи. В 1774 канал і прилеглі території держава викупила у спадкоємців Сердюкова.
У 18 столітті на притоках Мсти та Тверці було збудовано низку дамб, щоб підтримувати високий рівень води, необхідний для судноплавства. В 1773 році наглядачем водного шляху був призначений Якоб Сіверс, тодішній губернатор Новгородської губернії. Сіверс провів реконструкцію системи, додавши дві незначні водойми. В 1797 році була проведена ще одна реконструкція. Це призвело до різкого збільшення трафіку. Якщо в 1760-х роках канал щорічно використовували до 4 000 кораблів, то після 1775 року ця кількість зросла до 55 000 на рік. Найінтенсивніший рух був в 1814—1849 роками, а потім він почав зменшуватися через конкуренцію з іншими водними шляхами та залізницею.